# Mistrzostwa Świata Juniorów w Narciarstwie Klasycznym 1987
Mistrzostwa Świata Juniorów w Narciarstwie Klasycznym 1987 – zawody sportowe, które odbyły się w dniach 2–8 lutego 1987 r. we włoskim Asiago. Podczas mistrzostw zawodnicy rywalizowali w 10 konkurencjach, w trzech dyscyplinach klasycznych: skokach narciarskich, kombinacji norweskiej oraz w biegach narciarskich. W tabeli medalowej zwyciężyła reprezentacja ZSRR, której zawodnicy zdobyli też najwięcej medali, 8, w tym 6 złotych, 1 srebrny i 1 brązowy.

## Program
2 lutego
- Skoki narciarskie – skocznia normalna indywidualnie (M)

4 lutego
- Biegi narciarskie – 5 kilometrów (K), 10 kilometrów (M)
- Skoki narciarskie – skocznia normalna drużynowo (M)

5 lutego
- Kombinacja norweska – skocznia normalna, 10 kilometrów indywidualnie (M)

6 lutego
- Biegi narciarskie – sztafeta 3x5 kilometrów (K), 3x10 kilometrów (M)

7 lutego
- Biegi narciarskie – 15 kilometrów (K), 30 kilometrów (M)

8 lutego
- Kombinacja norweska – skocznia normalna, 3x10 kilometrów drużynowo (M)

## Medaliści

### Biegi narciarskie
Mężczyźni
| Konkurencja                      | Data          | Złoto                                                            | Srebro                                                        | Brąz                                                  |
| -------------------------------- | ------------- | ---------------------------------------------------------------- | ------------------------------------------------------------- | ----------------------------------------------------- |
| Bieg na 10 km techniką klasyczną | 4 lutego 1987 | Gierman Karaczewski                                              | Mika Kuusisto                                                 | Andriej Kiriłłow                                      |
| Bieg na 30 km techniką dowolną   | 8 lutego 1987 | Kalikan Nagombajew                                               | Silvio Fauner                                                 | Øyvind Skaanes                                        |
| Bieg sztafetowy 3x10 km          | 6 lutego 1987 | ZSRR Andriej Kiriłłow · Kalikan Nagombajew · Gierman Karaczewski | Szwecja Anders Bergström · Johan Danielsson · Henrik Forsberg | Włochy Ugo Sartor · Andrea Del Fabbro · Silvio Fauner |

Kobiety
| Konkurencja                     | Data          | Złoto                                                         | Srebro                                                | Brąz                                                      |
| ------------------------------- | ------------- | ------------------------------------------------------------- | ----------------------------------------------------- | --------------------------------------------------------- |
| Bieg na 5 km techniką klasyczną | 5 lutego 1987 | Tatjana Bondariewa                                            | Jelena Trubicyna                                      | Venke Hatleberg                                           |
| Bieg na 15 km technika dowolną  | 8 lutego 1987 | Jelena Trubicyna                                              | Simone Greiner-Petter                                 | Magdalena Wallin                                          |
| Bieg sztafetowy 3x5 km          | 6 lutego 1987 | ZSRR Lilija Wasiljewa · Tatjana Bondariewa · Jelena Trubicyna | NRD Simone Greiner-Petter · Silke Braun · Heike Wezel | Finlandia Elina Tamminen · Sari Salminen · Jaana Hirvonen |

### Skoki narciarskie
Mężczyźni
| Konkurencja                       | Data          | Złoto                                     | Srebro                                                                 | Brąz                                                                          |
| --------------------------------- | ------------- | ----------------------------------------- | ---------------------------------------------------------------------- | ----------------------------------------------------------------------------- |
| Skocznia normalna - indywidualnie | 2 lutego 1987 | Ari-Pekka Nikkola                         | Mike Arnold                                                            | Dieter Thoma                                                                  |
| Skocznia normalna - drużynowo     | 4 lutego 1987 | NRD Mike Arnold · Ingo Züchner · Roy Koch | RFN Steffen Bartschat · Robert Leonhard · Dieter Thoma · Ludwig Biller | Finlandia Jarkko Heikkelä · Ari-Pekka Nikkola · Erkki Nykänen · Sasu Happonen |

### Kombinacja norweska
Mężczyźni
| Konkurencja                                      | Data          | Złoto                                             | Srebro                                                          | Brąz                                                                  |
| ------------------------------------------------ | ------------- | ------------------------------------------------- | --------------------------------------------------------------- | --------------------------------------------------------------------- |
| Skocznia normalna, bieg na 10 km - indywidualnie | 5 lutego 1987 | Thomas Prenzel                                    | Trond-Arne Bredesen                                             | Marko Frank                                                           |
| Skocznia normalna, bieg na 3x10 km - drużynowo   | 7 lutego 1987 | NRD Thomas Prenzel · Marko Frank · Thomas Abratis | Norwegia Trond-Arne Bredesen · Jon Andersen · Bård Jørgen Elden | Czechosłowacja František Řepka · Ladislav Patraš · Michal Pustějovský |

## Tabela medalowa
| Klasyfikacja medalowa | Klasyfikacja medalowa | Klasyfikacja medalowa | Klasyfikacja medalowa | Klasyfikacja medalowa | Klasyfikacja medalowa |
| Lp.                   | Państwo               | złoto                 | srebro                | brąz                  | złoto · srebro · brąz |
| --------------------- | --------------------- | --------------------- | --------------------- | --------------------- | --------------------- |
| 1.                    | ZSRR                  | 6                     | 1                     | 1                     | 8                     |
| 2.                    | NRD                   | 3                     | 3                     | 1                     | 7                     |
| 3.                    | Finlandia             | 1                     | 1                     | 2                     | 4                     |
| 4.                    | Norwegia              | 0                     | 2                     | 2                     | 4                     |
| 5                     | RFN                   | 0                     | 1                     | 1                     | 2                     |
| 5                     | Szwecja               | 0                     | 1                     | 1                     | 2                     |
| 5                     | Włochy                | 0                     | 1                     | 1                     | 2                     |
| 8.                    | Czechosłowacja        | 0                     | 0                     | 1                     | 1                     |